# Jeffrey Lyman
Jeffrey Lyman ist ein US-amerikanischer Fagottist und Musikpädagoge.

## Wirken
Lyman studierte an der Temple University bei Bernard Garfield und erwarb den Master- und Doktorgrad an der University of Michigan, wo er Schüler von Richard Beene und Hugh Cooper war. Zunächst unterrichtete er an der Arizona State University und der Bowling Green State University, seit 2006 ist er Professor für Fagott an der University of Michigan. Außerdem gab er Meisterklassen u. a. an der McGill University, am Curtis Institute, der Eastman School, am Moskauer Tschaikowski-Konservatorium, der Florida State University und der Rice University.
Als Fagottist trat Lyman mit Orchestern wie dem Philadelphia Orchestra, dem Metropolitan Opera Orchestra, der Opera Philadelphia, dem Savannah Symphony Orchestra, dem ProMusica Chamber Orchestra of Columbus und dem Grand Rapids Symphony Orchestra auf und nahm an internationalen Festivals, u. a. dem Moscow Autumn Festival, dem Festival dei Due Mondi in Spoleto, der Académie Européene d’Été de Musique in Tournon, dem Colorado Music Festival, dem Vermont Mozart Festival und dem Bellingham Music Festival auf. Regelmäßig trat er bei den Konferenzen der International Double Reed Society auf. Gemeinsam mit dem Oboisten Martin Schuring war er Gastgeber der Konferenz von 1998.
Lymans besonderes Interesse gilt der Neuen Musik. Er vergab Kompositionsaufträge u. a. an Yuri Kasparov, John Steinmetz, John Allemeier, David Gompper, Bill Douglas und Kathryn Hoover und trug mit seinem Artikel After Shostakovich, What Next? dazu bei, die Werke zeitgenössischer Komponisten aus Moskau international bekannt zu machen. Weiterhin schrieb er Artikel über die Kompositionen von Igor Strawinsky und Joseph Canteloube, den Fagottbau im 19. Jahrhundert und eine Biographie des Fagottisten Gérard Faisandier. CD-Aufnahmen Lymans erschienen bei Summit, Le Chant du Monde, New World, Brasswell, Koch International und BlockM.